# Micronycteris matses
Micronycteris matses là một loài động vật có vú trong họ Dơi mũi lá, bộ Dơi. Loài này được Simmons, Voss, & Fleck mô tả năm 2002.